# サクレウ
サクレウ（Zaculeu）はグアテマラのウェウェテナンゴ県にある高地マヤの遺跡。マム族の中心的な都市だったが、1525年にペドロ・デ・アルバラードの兄のゴンサロによって征服された。

## 遺跡
サクレウとはマム語で「白い土地」を意味する。

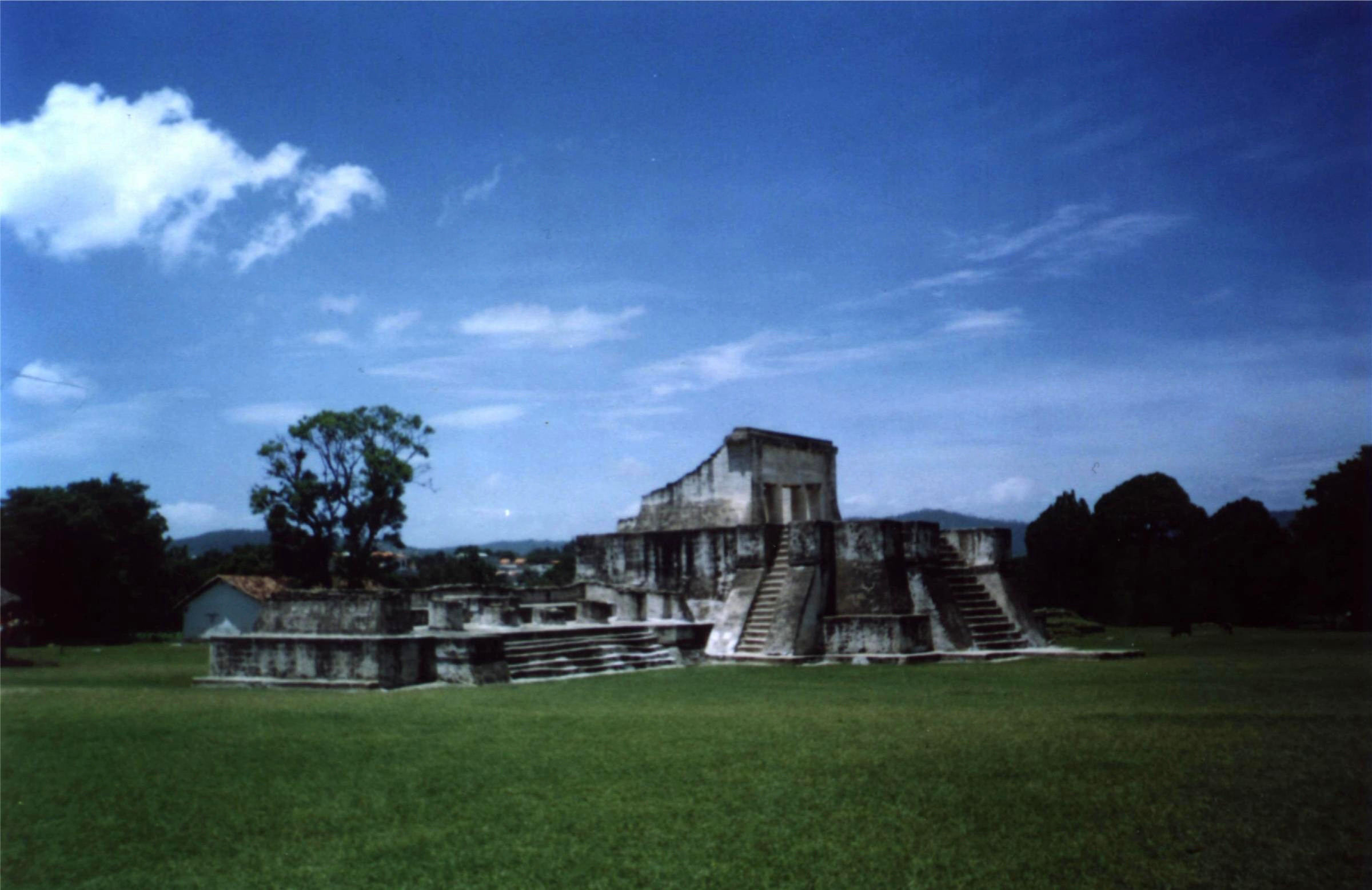
複雑な形をした建造物4

サクレウは県都ウェウェテナンゴの北西4キロメートルの所に位置する。クチュマタネス山脈の山麓、グリハルバ川の支流であるセレグア川岸の、標高1900メートルの場所にあり、後古典期の他の高地マヤの都市と同様、天然の要塞をなすが、他の都市と異なり古典期からすでに存在していた。
比較的小さな遺跡だが、神殿ピラミッド、宮殿、球戯場など40以上の建造物が残る。建造物や遺物には中央メキシコや中央アメリカ低地の影響が見られる。
最大の建造物である建造物1は2つの階段を持ち、8層からなる神殿ピラミッドである。上部の神殿は1976年のグアテマラ地震で損傷し、壁のみが残る。その下の墓は古典期のもので、7人以上の子供を含む遺体と、100を超える土器、黄鉄鉱の鏡、ヒスイ製品などが発見された。
金、銅、それらの合金などを使った、30ほどの金属製品が発見されている。

## 歴史
サクレウは古典期前期にすでに定住地になっていた。
15世紀なかばに一度ウタトランのキチェ族によって征服された。
1525年、長い包囲戦の後にゴンサロ・デ・アルバラードによって征服された。

## 調査
1840年にジョン・ロイド・スティーヴンズとフレデリック・キャザーウッドが訪れた。
1940年代にユナイテッド・フルーツ社によって大規模な発掘と復元が行われ、1953年に報告書が出版された。サクレウはウェウェテナンゴの市街地から近く、またパンアメリカンハイウェイも近くを通っているため、観光地としての集客のために復元された。